# Magnet (album)
A  Magnet című lemez Robin Gibb ötödik kiadott önálló nagylemeze.

## Az album dalai
Az összes dal Robin Gibb szerzeménye
1. Please  (Michael Graves, Errol Reid) – 4:36
2. Wait Forever  (Graham Dixon, Grant Mitchell, Paul Holmes, John Purser, Gary Miller) – 4:23
3. Wish You Were Here  (Barry, Robin és Maurice Gibb) – 3:14
4. No Doubt  (Deconzo Smith, Kenneth Mangram) – 3:40
5. Special  (Deconzo Smith, Judd Mahoney, Mike Hamilton) – 3:43
6. Inseparable  (Robin Gibb, Deconzo Smith) – 3:33
7. Don´t Rush  (Deconzo Smith, Emmanuel Officer) – 3:59
8. Watching You  (Deconzo Smith, Emmanuel Officer) – 4:00
9. Earth Angel  (Deconzo Smith, Emmanuel Officer) – 3:59
10. Another Lonely Night In New York  (Robin Gibb, Maurice Gibb) – 4:34
11. Love Hurts  (Boudleaux Bryant) – 3:57

## Közreműködők
- Robin Gibb – ének
- Deconzo Smith – billentyűs hangszerek, gitár, basszusgitár
- Grant Mitchell – billentyűs hangszerek, ének
- Michael Graves- billentyűs hangszerek
- Kevin Brown – gitár
- Graham Kearns – gitár
- Errol Reid – ének
- Paul Holmes, Errol Reid – ének
- Janyelle Crawford, Shane Dement, Judd Mahoney, Emmanuel Officer – ének

## Az album dalaiból megjelent kislemezek, EP-k
- Please / Watching You / Don´t Rush: Egyesült Királyság SPV 2003, Németország SPV 2002
- Wait Forever / Wait Forever: Németország SPV 2003